# Centre intercommunal de sports, loisirs et nature des Evaux
 (octobre 2015).
Le centre intercommunal des Evaux est une entité publique autonome de droit public géré par une Fondation et situé sur le canton de Genève à Onex, en Suisse. Le parc des Evaux est implanté sur les communes d'Onex et de Confignon, aux frontières des communes de Bernex et Vernier, au bord du Rhône.

## Description
Le Centre intercommunal de sports, loisirs et nature des Evaux possède deux terrains de football d’entraînement, trois terrains de football de compétition, un terrain synthétique, un stade d’athlétisme avec anneau de 400 m, six courts de tennis extérieur en greenset, quatre terrains de beach-volley, sept pistes de pétanque, un parcours de BMX, une rampe de skateboard, un parcours de disc golf de dix-huit paniers (frisbee), et d'autres activités pour les loisirs comme un parc de jeux pour enfants, des karts à pédales et un petit train pour le plaisir des tout petits.  
Avec ses cinquante hectares destinés aux activités sportives, aux loisirs et à la nature, le Centre intercommunal des Evaux est l'un des plus grands parcs urbains de Suisse.